# Фуртманн, Вальтер
Вальтер Фуртманн (нем. Walter Furthmann; 25 июля 1873 года, Хильден, — 30 января 1945 года, Дюссельдорф) — немецкий архитектор. Известен как архитектор предприятия Хенкель. Автор проектов выставочного зала ГеЗоЛяй и административного комплекса зданий фирмы Henkel в Дюссельдорфе-Хольтхаузене — одного из важнейших административных зданий 1920-х годов.

## Биография
Вальтер Фуртманн родился 25 июля 1873 года в Хильдене, будучи седьмым ребёнком Фридриха Вильгельма Фуртманна (1836—1929) и Эммы Эмилии Фуртманн (1839—1934). Его отец был профессиональным мастером-пекарем.
Фуртманн первые годы учился в государственной школе Хильдена, но завершил школьное образование в 1890—1892 годах в Дюссельдорфе. С 1892 по 1894 год получал специальное образование в Шверине.
Несколько последующих лет Вальтер Фуртманн работал в Будапеште в архитектурном бюро Binder и участвовал в архитектурном конкурсе по проектированию площади Свободы. В январе 1898 года там же он женился на художнице Эмилии Кларе Краль (1876—1941).
После этого он поселился в Берлине, куда ему пришло сообщение от родственников, что в Хильдене планируется строительство новой ратуши. Фуртманн принял участие в конкурсе, привлек к себе внимание дизайном фасада и получил контракт на строительные работы, которые были завершены в 1900 году.
После пребывания в Кельне и Хильдене Фуртманн поселился в Дюссельдорфе, где в 1902 году он заключил с семьёй промышленных магнатов Пёнсген важный контракта на строительство виллы в голландском Нордвейке для Карла Рудольфа Пёнсгена. Год спустя к Фуртманну пришёл первый большой успех в Дюссельдорфе. В конкурсе по благоустройству южной оконечности канала на Королевской аллее он получил первый приз и контракт на строительство, несмотря на большую конкуренцию. Фуртманн продолжил участвовать в конкурсах на строительство ратушей в прирейнских землях, в число которых вошли ратуши в Хане, Висдорфе(современная центральная часть Леверкузена) и Бенрате. Бенратский конкурс стал для Фуртманна победным и судьбоносным. Здесь в Бенрате состоялось близкое знакомство архитектора с производителем моющих средств, фабрикантом Фридрихом (Фрицем) Хенкелем, к тому времени членом комиссии по застройке Бенрата. В дальнейшем Вальтер Фуртманн становится официальным архитектором на предприятии Хенкель, а также возводит мавзолей семьи Хенкель на Северном кладбище Дюссельдорфа.
В результате Фуртманн спроектировал многочисленные административные и производственные здания, а также жилые комплексы для сотрудников фирмы Хенкель в Дюссельдорфе, Гентине и Праттельне (Швейцария). Тем не менее, он сохранил свое собственное архитектурное бюро в Дюссельдорфе и, таким образом, имел возможность получать прибыль от проектирования и строительства частных зданий во время строительного бума в начале 20-го века. Например, им построено несколько вилл на престижной для промышленников Мелизаллее в Бенрате.
Фуртманн являлся членом Немецкого Веркбунда (DWB), Союза Немецких Архитекторов (BDA) и Дюссельдорфской ассоциации архитекторов и инженеров (AIV).

## Здания и конструкции

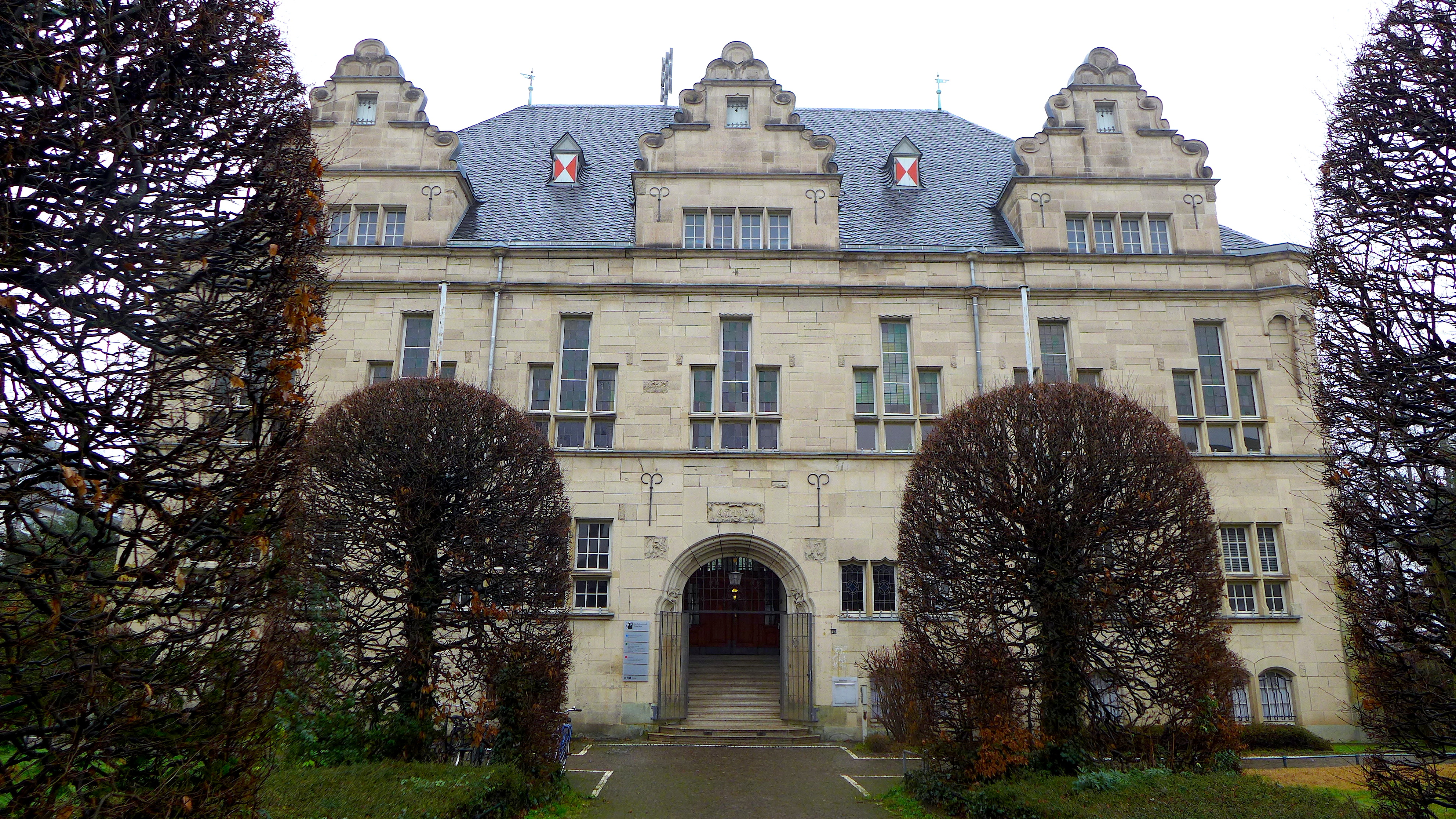
Ратуша в Бенрате, Дюссельдорф,
1906 —

- 1895—1896: Конкурс на проектирование площади Свободы (Szabadság tér) в Будапеште.
- 1897: конкурс дизайна для музея в Альтоне[5].
- 1899—1900: Ратуша Хильдена[6].
- 1902: Вилла «Seehorst» в Нордвейке[7].
- 1903: южное окончание городского канала на Королевской аллее в Дюссельдорфе[8].
- 1904 гробница для Вильгельма Фердинанда Ливена в Хильдене.
- 1905—1907: Ратуша Бенрата.
- 1906: Мавзолей семьи Хенкель на Северном кладбище Дюссельдорфа.
- 1906—1940: различные здания для производства, хранения и реализации товаров народного потребления и химической продукции фирмы Хенкель в Дюссельдорфе, Гентине и Праттельне (Швейцария).
- 1908: Младенческая клиника для «Ассоциации по уходу за младенцами», Витцельштрассе (Witzelstrasse) 150 в Дюссельдорфе-Бильке.
- 1910: Административное здание текстильной компании Kampf & Spindler в Хильдене.
- 1925—1926: выставочный павильон фирмы Хенкель в ГеЗоЛяй в Дюссельдорфе.
- 1928—1929: комплекс дамб на Рейне с башней гидрологического поста и гостиницей «Дайхкроне» (Deichkrone) в Нойвиде.
- 1937: Выставочный павильон Хенкель на Имперской выставке Творческого народа в Дюссельдорфе.
- 1939: Большой цех для прессо-прокатного стана фирмы Reisholz AG в Дюссельдорфе.